# 呂俍慧
呂俍慧，台灣女演員、編劇、導演。曾用名呂良慧、呂昭慧。多飾演綠葉角色。

## 影視作品

### 歌仔戲
| 年份   | 戲團         | 戲名           |
| 1994年 | 黃香蓮歌仔戲 | 逍遙公子       |
| 2000年 | 廟口歌仔戲   | 俠女英雄傳     |
| 2000年 | 廟口歌仔戲   | 芳草蓁蓁       |
| 2000年 | 廟口歌仔戲   | 羅帕姻緣       |
| 2001年 | 廟口歌仔戲   | 飛鷹傳奇鳳吟夢 |

### 電視劇
| 年份   | 電視台     | 劇名                               | 飾演             |
| 1992年 | 台視       | 《新白娘子傳奇》                   | 劉媒婆           |
| 1992年 | 台視       | 《目蓮傳》                         | 陳氏             |
| 1993年 | 台視       | 《林投姐》                         | 吳林氏           |
| 1995年 | 台視       | 《香帥傳奇》                       | 胡媚兒           |
| 1996年 | 台視       | 《天眼》死亡之鑰                   | 林雅文           |
| 1999年 | 台視       | 《台灣廖添丁》                     | 何阿惠           |
| 1999年 | 台視       | 《福德正神土地公》慧眼識丈夫       | 阿海嬸           |
| 1999年 | 台視       | 《福德正神土地公》好媳婦           | 阿鳳             |
| 1999年 | 台視       | 《福德正神土地公》姻緣路           | 錢珍珠           |
| 2000年 | 台視       | 《神仙動員令》                     | 斛妻             |
| 1992年 | 中視       | 《良人》                           | 李淑芬           |
| 1994年 | 中視       | 《火中蓮》                         | 金花嬸           |
| 1995年 | 中視       | 《媽祖拜觀音》鴛鴦夢               | 艷紅             |
| 1997年 | 中視       | 《大姐當家》                       | 秋霞             |
| 2001年 | 中視       | 《貞女烈女豪放女》                 | 媒婆             |
| 1999年 | 華視       | 《台灣靈異事件》碾玉觀音 文英殉職  | 文英姐           |
| 2000年 | 華視       | 《台灣靈異事件》八仙過海           | 陳太太           |
| 2000年 | 華視       | 《台灣靈異事件》冤枉啊大人         | 酒店皇后         |
| 2005年 | 華視       | 《舊情綿綿》                       | 阿香姨           |
| 1997年 | 民視       | 《媽媽請你也保重》                 | 春花             |
| 1998年 | 民視       | 《台灣作家劇場》第八節課           | 阿吉嫂           |
| 1998年 | 民視       | 《台灣作家劇場》不歸路             | 秋子             |
| 1999年 | 民視       | 《深情孤女的願望》                 | 吳豔秋           |
|        | 民視       | 《台灣奇案》高雄淚灑愛河橋         | 葉秋霞           |
|        | 民視       | 《台灣奇案》布袋蔡仙姑             | 阿美             |
|        | 民視       | 《台灣奇案》布袋過溝康碧蓮         | 水夫人           |
|        | 民視       | 《台灣奇案》六甲王寶釧             | 罔腰             |
|        | 民視       | 《台灣奇案》溪洲媽祖的眼淚         | 張翠霞           |
|        | 民視       | 《台灣奇案》諸羅山金雞神           | 阿桃             |
| 2001年 | 民視       | 《台灣奇案》心想事成               | 招男             |
|        | 民視       | 《台灣奇案》諸羅山港仔坪神明之子   | 葉夫人           |
|        | 民視       | 《台灣奇案》諸羅蘭潭土菩薩         | 王阿好           |
| 2002年 | 民視       | 《台灣奇案》嘉義蘭潭灶神拜祖師     | 紅中             |
|        | 民視       | 《台灣奇案》諸羅觸口我吃濟公十八年 | 白香琴           |
|        | 民視       | 《台灣奇案》諸羅觸口濟公的查某子   | 白香琴           |
|        | 民視       | 《台灣奇案》嘉義竹崎切腹           | 美玲             |
|        | 民視       | 《台灣奇案》嘉義竹崎畫中妻         | 美玲             |
|        | 民視       | 《台灣奇案》宜蘭礁溪關魂竿         | 阿雀姨（姚姿姬） |
|        | 民視       | 《台灣奇案》宜蘭礁溪白雞告狀       | 阿雀姨（姚姿姬） |
|        | 民視       | 《台灣奇案》永安竹仔港溝賣命錢     | 阿惠             |
|        | 民視       | 《台灣奇案》永安竹仔港溝天文陣     | 阿惠             |
|        | 民視       | 《台灣奇案》三星順天聖母渡純真     | 順天聖母         |
|        | 民視       | 《台灣奇案》三星來回黃泉路         | 順天聖母         |
|        | 民視       | 《台灣奇案》鳯山睏仙夢             | 柯夫人           |
|        | 民視       | 《台灣奇案》鳯山鳳山虎             | 柯夫人           |
|        | 民視       | 《台灣奇案》屏東阿猴媽傳奇         | 阿富嬸           |
|        | 民視       | 《台灣奇案》屏東媽祖救麒麟         | 阿富嬸           |
|        | 民視       | 《台灣奇案》外埔肖觀音             | 阿水嬸           |
|        | 民視       | 《台灣奇案》半線媽祖火             | 老鴇             |
|        | 民視       | 《台灣奇案》半線日月精英           | 老鴇             |
|        | 民視       | 《台灣奇案》海豐堡                 | 夢嬌             |
|        | 民視       | 《台灣奇案》海豐堡藏寶圖           | 夢嬌             |
|        | 民視       | 《台灣奇案》府城媽祖渡孤女         | 阿霞             |
|        | 民視       | 《台灣奇案》海豐堡三絕命           | 許何慧娘         |
|        | 民視       | 《台灣奇案》新港五歲七品官         | 甄幼秀           |
|        | 民視       | 《台灣奇案》新港打劫陰司路         | 甄幼秀           |
|        | 民視       | 《台灣奇案》彰化大道公             | 王嫂             |
| 2005年 | 民視       | 《意難忘》                         | 張太太           |
| 2005年 | 民視       | 《藍色水玲瓏》替身                 | 阿祥嫂           |
| 2005年 | 民視       | 《藍色水玲瓏》陰間駙馬             | 愛玉＆愛琴       |
| 2006年 | 民視       | 《藍色水玲瓏》蜘蛛靈               | 林母             |
| 2008年 | 民視       | 《藍色水玲瓏》鬼眼銅鈴             | 繡花姨           |
|        | 民視       | 《藍色水玲瓏》人骨迷香             | 阿來嬸           |
| 2017年 | 民視       | 《實習醫師鬥格》                   | 來發嬸           |
| 2022年 | 民視       | 《新台灣奇案》無心新娘             | 吳美娘           |
| 2022年 | 民視       | 《新台灣奇案》北瓜宴               | 孟婆             |
| 2022年 | 民視       | 《台灣傳奇》定財金                 | 黄廖阿蕊         |
| 2022年 | 民視       | 《台灣傳奇》上帝與上帝公           | 章起鳳           |
| 2022年 | 民視       | 《台灣傳奇》菁埔夫人前傳           | 蜈蚣精           |
| 2022年 | 民視       | 《台灣傳奇》荷花怨                 | 阿福嬸           |
| 2023年 | 民視       | 《台灣傳奇》女人心菜籽命           | 產婆             |
| 2023年 | 民視       | 《台灣傳奇》失落的新娘             | 阿慧             |
| 2024年 | 民視       | 《台灣傳奇》喜事連蓮               | 姚枝枝           |
| 2003年 | 八大第一台 | 《第一劇場》秋風夜雨情             | 阿卿             |
| 2014年 | 八大第一台 | 《民間劇場》小龜仙修道記           | 黃母             |
| 2014年 | 八大第一台 | 《民間劇場》何仙姑辦嫁妝           | 豆花嬸           |
| 1998年 | 公視       | 《鹽田兒女》                       | 玉嬌嬌           |
| 2000年 | 公視       | 《公視人生劇展》美麗               | 呂麗娘           |
| 2007年 | 公視       | 《別再叫我外籍新娘》               | 陳玉             |
| 2007年 | 三立都會台 | 《放羊的星星》                     | 三姑             |
| 2001年 | 三立台灣台 | 《戲說台灣》紫府姑娘顯神蹟         | 豬哥婆           |
| 2014年 | 三立台灣台 | 《世間情》                         | 王明月           |
| 2015年 | 三立台灣台 | 《甘味人生》                       | 許阿玉           |
| 2018年 | 三立台灣台 | 《金家好媳婦》                     | GUCCI領班        |
| 2019年 | 三立台灣台 | 《炮仔聲》                         | 呂杏馨           |
| 2021年 | 三立台灣台 | 《天之驕女》                       | 張艾薇           |
| 2022年 | 三立台灣台 | 《一家團圓》                       | 陳五蕊           |
| 2024年 | 三立台灣台 | 《天道》                           | 劉貴紅           |
| 1997年 | 大愛電視台 | 《變臉老爸》                       | 母親             |
| 1997年 | 大愛電視台 | 《愛牽你的手》                     | 簡母             |
| 2001年 | 大愛電視台 | 《燕子啊》                         | 阿福嬸           |
| 2006年 | 大愛電視台 | 《生命圓舞曲》                     | 翁千慧姐姐       |
| 2011年 | 大愛電視台 | 《我的寶貝》                       | 美玉             |
| 2017年 | 大愛電視台 | 《清風無痕》                       | 三嬸             |
| 2018年 | 大愛電視台 | 《黃金大天團》                     | 林月理           |
| 2018年 | 大愛電視台 | 《同學，早安！》                   | 林秋紅           |
| 2019年 | 大愛電視台 | 《菜頭梗的滋味》                   | 洪靖             |
| 2019年 | 大愛電視台 | 《雨過天青》                       | 陳師姊           |
| 2019年 | 大愛電視台 | 《人生二十甲》                     | 錢母             |
| 2020年 | 大愛電視台 | 《殷緣天成》                       | 高玉英           |
| 2020年 | 大愛電視台 | 《大林學校》                       | 錦娘             |
| 2021年 | 大愛電視台 | 《阿良的歸白人生》                 | 陳秀鳳           |
| 2022年 | 大愛電視台 | 《隨風 隨緣》                      | 春蘆             |
| 2023年 | 大愛電視台 | 《搜尋者》                         | 師姐             |
| 2024年 | 大愛電視台 | 《你準備萌芽了嗎？》               | 葉春美老師       |

### 電影
| 年份 | 片名           | 飾演   | 導演   | 備註 |
| 1986 | 《瘋狂大家樂》 |        | 林清介 |      |
|      | 《失蹤人口》   |        | 林清介 |      |
| 1994 | 《罌粟》       | 福尚妻 | 何 藩  |      |

### 微電影
| 年份 | 片名           | 飾演     | 導演   | 備註 |
| 2020 | 《向星星許願》 | 許林阿秋 | 廖士和 |      |

## 配音作品
| 年份 | 劇名               | 配音演員 |
| 1997 | 電影《英雄向後轉》 | 林晏如   |

## 編導作品
| 年份 | 頻道 | 劇名                           | 備註                      |
|      | 八大 | 一卡戒指                       | 編劇 呂俍慧               |
|      | 民視 | 《台灣奇案》宜蘭礁溪關魂竿     | 編劇 呂俍慧 莊博欽        |
|      | 民視 | 《台灣奇案》宜蘭礁溪白雞告狀   | 編劇 呂俍慧 莊博欽        |
|      | 民視 | 《台灣奇案》三星順天聖母渡純真 | 編劇 呂俍慧 莊博欽        |
|      | 民視 | 《台灣奇案》三星來回黃泉路     | 編劇 呂俍慧 莊博欽        |
|      | 民視 | 《台灣奇案》新港五歲七品官     | 副導演                    |
| 2022 | 民視 | 《新台灣奇案》無心新娘         | 編劇 呂俍慧 黃品瑄 何恃東 |
| 2022 | 民視 | 《台灣傳奇》定財金             | 編劇 呂俍慧 張瀛仁        |
| 2022 | 民視 | 《台灣傳奇》上帝與上帝公       | 副導演                    |

## 外部連結
- 呂俍慧的Facebook專頁
- 台灣藝人呂俍慧Victoria的新浪微博
- 演員呂俍慧（新白劉媒婆)的抖音 - 抖音 (douyin.com)
- (4)慧我俍多Victoria (@victorialu666) | TikTok